# محوطه شرق قادرآباد
محوطه شرق قادرآباد مربوط به دوران پارینه‌سنگی جدید است و در شهرستان خرم بید، بخش مشهد مرغاب، ۲ کیلومتری شرق قادر آباد، ۵۰۰ متری غرب لوله گاز سراسری واقع شده و این اثر در تاریخ ۱۵ دی ۱۳۸۷ با شمارهٔ ثبت ۲۴۱۸۵ به‌عنوان یکی از آثار ملی ایران به ثبت رسیده است.

## تخریب
این طور کامل تخریب گردیده و آپارتمان‌سازی شده است.